# اوراگا بوگیو
اوراگا بوگیو (به ژاپنی: 浦賀奉行 Uraga bugyō)، مقام‌های شوگون‌سالاری توکوگاوا در دوره ادو ژاپن بودند. انتصاب در این دفتر برجسته معمولاً از دایمیوهای فودای بود. تفاسیر متعارف این عناوین ژاپنی را به عنوان «کمیسیون»، «نظارت» یا «فرماندار» تعبیر کرده‌اند.
این دفتر در سال ۱۷۲۱ تأسیس شد، همیشه دو نفر که پس از سال ۱۸۴۴ همزمان منصوب می‌شدند. آنها مسئولیت اداره بندر اوراگا (کاناگاوا)، که بندر بازرسی کشتی‌های ساحلی ژاپن، به ویژه آن‌هایی که به سمت ادو می‌رفتند، را برعهده داشتند.